# Хайтин, Грегори
Грегори Джон Хайтин (англ. Gregory John Chaitin; род. 25 июня 1947, Чикаго, США) — аргентино-американский математик и информатик, внёс вклад в метаматематику, совместно с Андреем Колмогоровым считается основателем алгоритмической теории информации. В частности, он известен своей новой теоремой о неполноте, схожей по духу с теоремой Гёделя о неполноте.

## Биография
Родился в Чикаго, в семье еврейских иммигрантов из Аргентины (Буэнос-Айреса). Вскоре Хайтины переехали в Нью-Йорк. Ещё ребёнком его привлекла статья Эрнста Нагеля и Джеймса Ньюмана «Доказательство Гёделя», опубликованная в 1956 году в журнале Scientific American. Через два года её авторы выпустили одноимённую книгу, которую Хайтин читал в Нью-йоркской публичной библиотеке. В 1959 году, следуя указаниям из раздела Amateur Scientist в Scientific American, он построил генератор Ван де Граафа.
Хайтин получил образование в Bronx High School of Science и Сити-колледже, где он и сформулировал свою теорему. В 1966 году семья возвращается в Буэнос-Айрес, где он становится программистом в IBM Argentina.
В 1974 году Хайтин был приглашён в исследовательский центр IBM им. Томаса Уотсона, где он работает и поныне. С 1976 по 1985 он работал там программным и аппаратным инженером над проектом IBM RISC.
В 1995 ему была присуждена степень доктора наук in honoris causa Университета Мэна, а в 2002 — звание почётного профессора Университета Буэнос-Айреса. С 2000 года он также является приглашённым профессором в Университете Окленда.

## Научная работа
Круг научных интересов Хайтина лежит в области теории информации, теории вычислимости, основаниях математики. Ранние работы Хайтина по алгоритмической теории информации параллельны ранним работам Колмогорова.
Хайтин ввел константу Хайтина Ω, действительное число, чьи цифры равнораспределены и которое иногда называют выражением вероятности, что произвольно взятая программа остановится. Ω имеет то математическое свойство, что оно определимо, но не вычислимо.
Хайтин также занимается вопросами философии, в особенности метафизикой и философией математики, в частности, эпистемологическими проблемами математики. В метафизике Хайтин утверждает, что алгоритмическая теория информации — ключ к разрешению проблем в таких областях, как биология (получение формального определения жизни, её происхождение и эволюция) и нейробиология (проблема сознания и изучение процессов мышления). Фактически, в последних своих трудах, он отстаивает позицию, известную как цифровая философия. В эпистемологии математики он заявляет, что его открытия в математической логике и алгоритмической теории информации показали, что существуют математические факты, истинность которых нельзя объяснить никакой теорией. «Доказать» эти факты можно только одним способом: признать их аксиомами без всяких рассуждений. Хайтин предлагает математикам оставить всякую надежду доказать эти факты и принять квазиэмпирическую методологию.
Хайтин также является автором использования хроматического числа (англ. graph coloring) для распределения регистров при компиляции, известного как алгоритм Хайтина.

## Критика
Некоторые философы и логики абсолютно не согласны с философскими заключениями, которые Хайтин вывел из своих теорем.
Логик Torkel Franzén критикует интерпретацию Хайтином теоремы Гёделя о неполноте и сомнительное объяснение, данное ей Хайтином в его работах.

## Труды
- Algorithmic Information Theory, (Cambridge University Press, 1987),
- Information, Randomness & Incompleteness, (World Scientific, 1987),
- Information-Theoretic Incompleteness, (World Scientific, 1992),
- The Limits of Mathematics, (Springer-Verlag 1998),
- The Unknowable, (Springer-Verlag 1999),
- Exploring Randomness, (Springer-Verlag 2001),
- Conversations with a Mathematician, (Springer-Verlag 2002),
- From Philosophy to Program Size, (Tallinn Cybernetics Institute 2003),
- Meta Math!: The Quest for Omega, (Pantheon 2005),
- Thinking about Gödel & Turing, (World Scientific, 2007).